# Naturschutzgebiet Hummelsbütteler Moore
Das Naturschutzgebiet Hummelsbütteler Moore liegt im Hamburger Stadtteil Hummelsbüttel nahe der Grenze zu Schleswig-Holstein. Das Gelände erhielt am 8. Januar 2008 seinen Schutzstatus und gehört damit zu den jüngeren Naturschutzgebieten in Hamburg.
Es wird heute vom Botanischen Verein Hamburg und der Loki Schmidt Stiftung betreut.

## Beschreibung
Das Gebiet ist circa 61 Hektar groß und besteht aus feuchten Moorwiesen, Bruchwald, Kleingewässern und Knicks. Es verbindet die beiden schon weitaus länger unter Schutz stehenden kleinen Quellmoore Hüsermoor und Ohlkuhlenmoor mit Teilen der Susebek-Niederung in der Hummelsbütteler Feldmark. Im gesamten, grob L-förmigen Gebiet existieren keine öffentlich zugänglichen Wege, da die verfügbaren Flächen dafür zu klein und zu empfindlich sind. Die beiden Kleinmoore befinden sich heute im Stadium eines Übergangsmoores und stellen das Hauptquellgebiet der Susebek dar. Sie müssen durch Pflegemaßnahmen offen gehalten werden, da sie sonst bald von Wald bestanden wären.
Hüsermoor und Ohlkuhlenmoor sind Formationen der Saale-Eiszeit, die wahrscheinlich durch abschmelzendes Toteis entstanden sind. Ihr Relief ist heute stark verwaschen, da es durch die nachfolgende Weichsel-Eiszeit deutlich verändert wurde.

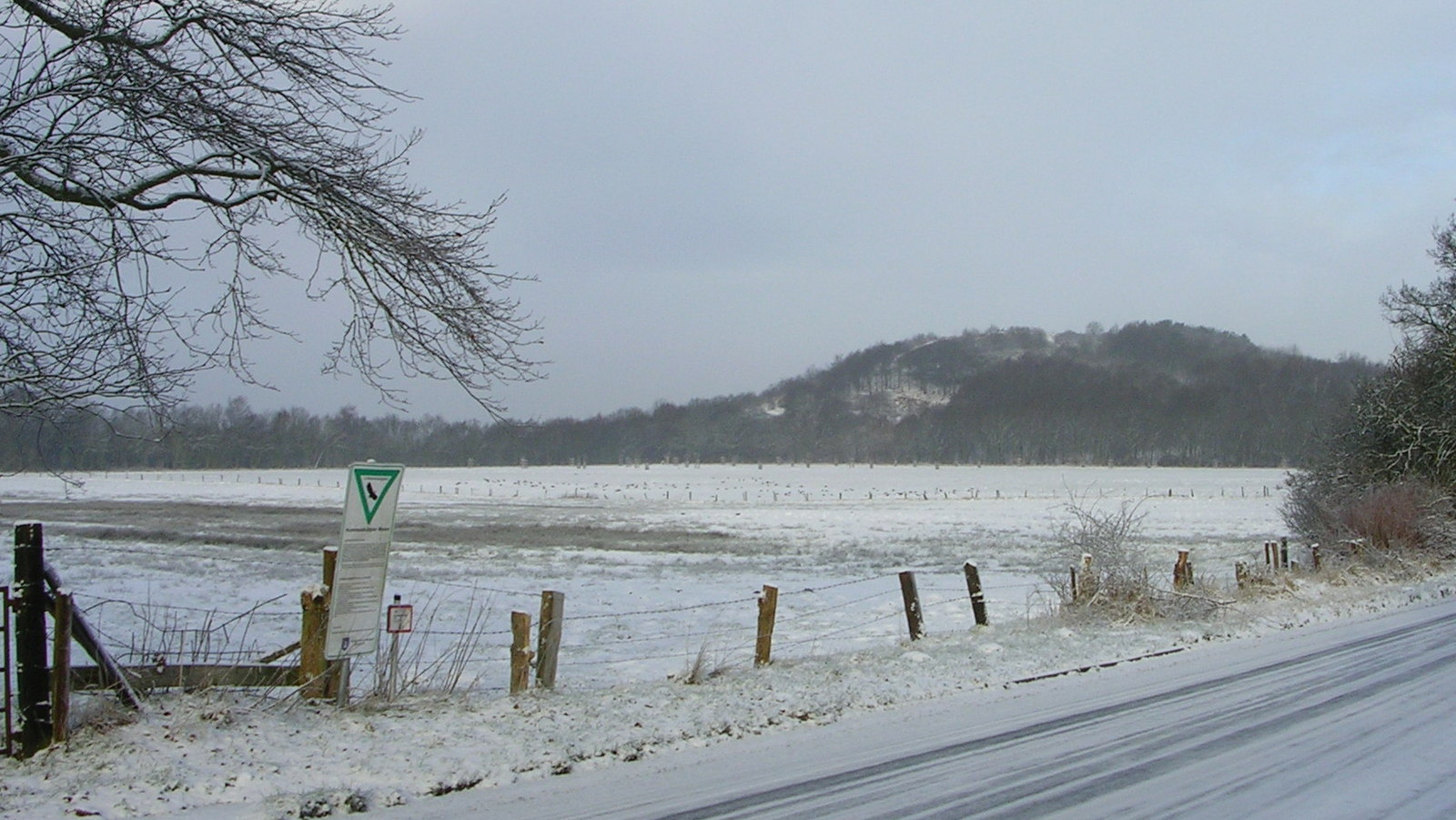
Grünlandbereich im NSG mit alter Mülldeponie im Hintergrund

Prägend für das Landschaftsbild sind die Birkenbruchwälder und die feuchten Moorwiesen. Hier kommen Gelbe Moorlilie, Torfmoose, Sonnentau, Glockenheide und Wollgräser vor. Im Gebiet kommen viele Tierarten vor, die für Grünland in Norddeutschland typisch sind, aber auch eine ganze Reihe seltener Arten. Davon sind Bekassine, Sumpfrohrsänger, Moorfrosch, Bergeidechse und einige bedrohte Libellenarten bemerkenswert.
Problematisch für den Schutz des Gebietes ist die Nähe zu den Siedlungsgebieten von Hummelsbüttel im Osten und Süden, die stark befahrene Glashütter Landstraße im Westen und die ehemaligen Müllberge im Norden. Darüber hinaus stellt der Nährstoffeintrag aus den umliegenden noch landwirtschaftlich genutzten Flächen die größte Gefahr für die Kleinmoore dar.
Große Teile der ans Naturschutzgebiet grenzenden Flächen gehören zum Landschaftsschutzgebiet Hummelsbütteler Feldmark/Alstertal. Im Westen, knapp einen halben Kilometer entfernt, befindet sich das Naturschutzgebiet Raakmoor.